# Костёл Пресвятой Троицы (Лишкява)
Костёл Пресвято́й Тро́ицы (Лишкява) — католический храм в стиле позднего барокко на горе Бажничёс в деревне Лишкява, в 9 км к северо-востоку от Друскининкай, на левом берегу Немана. Ансамбль костёла и бывшего доминиканского монастыря, занимающий площадь в 17500 м2, включён в Регистр культурных ценностей Литовской Республики (код 1027); в охраняемый государством комплекс входит также колокольня, бывший амбар, колонна со статуей святой Агаты.

## История
Первый небольшой деревянный храм в Лишкяве был построен в 1450 году. По другим сведениям, на площадке горе Бажничёс археологи обнаружили остатки небольшого храма XV века, а другой храм был возведён в этом месте в начале XVI века. Со второй половины XVI века до 1624 года храм принадлежал реформатам. Управляющий Лишкявы Миколай Фронскевич-Родзиминский в 1629 году выделил 12 волок земли. В 1644 году образован приход. С 1650 года в костёле начали вести метрические книги.
Не ранее 1677 года владелец Лишкявского имения Владислав Ежи Косилло разобрал старый храм и на его месте возвёл новый деревянный костёл Святого Георгия (разрушен в 1846 году).
В 1697 году Владислав Ежи Косилло с женой Кристиной всё своё имущество по завещанию даровал монахам доминиканцам, чтобы те молились за них и их рано умершего единственного сына Флориана. Посоветовавшись с доминиканцами в Сейнах, Косилло решил заложить монастырь и костёл. В 1699 году из Сейн прибыло шесть монахов и обосновались в поместье. Родственниками Косилло доминиканцы были изгнаны. Суд в 1701 году (по другим сведениям, Трибунал в 1703 году) вернул имущество монахам.

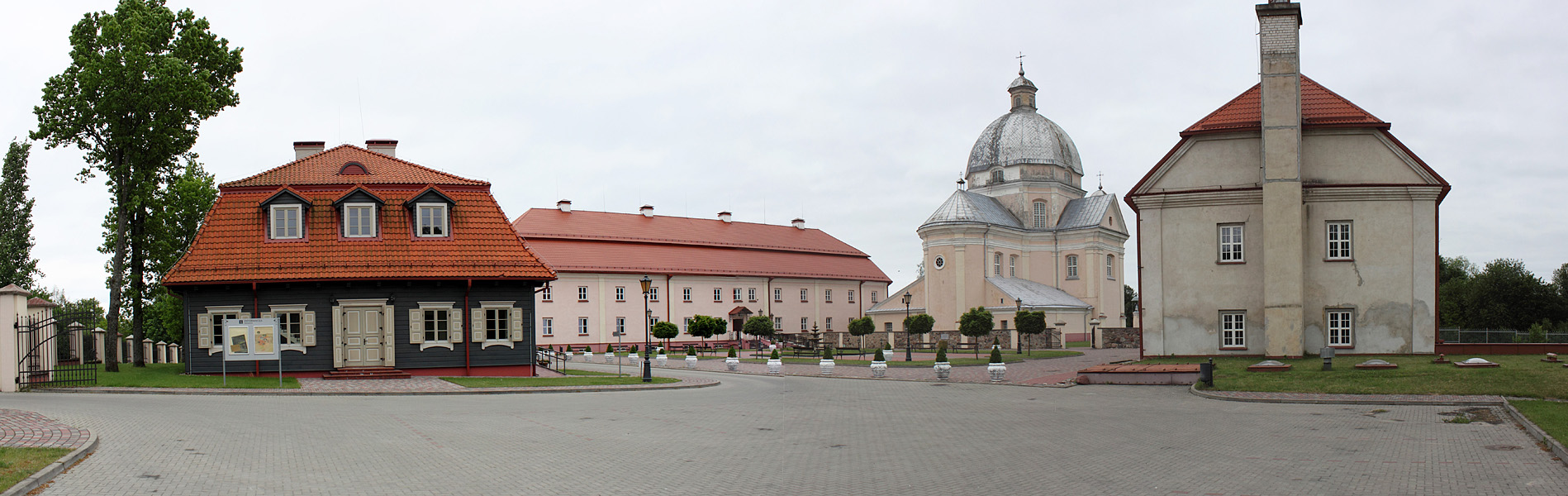
Панорама ансамбля

Ансамбль костёла и монастыря строился в 1703 — 1741 годах под руководством приора Ремигиуша Масальского (по другим сведениям, доминиканцы построили монастырь и каменный храм во имя пресвятой Троицы в 1704 — 1720 годах). Против двухэтажного каменного здания монастыря с большими подвалами был выстроен амбар. Рядом располагалось жилое помещение для прислуги, прачечная, хозяйственные постройки. У западного крыла монастыря был построен forstorium — здание с двумя комнатами, предназначенное для встреч монахов с посетителями и родственниками. На берегу Немана были разбиты сад и огороды. В выкопанных прудах разводилась рыба.

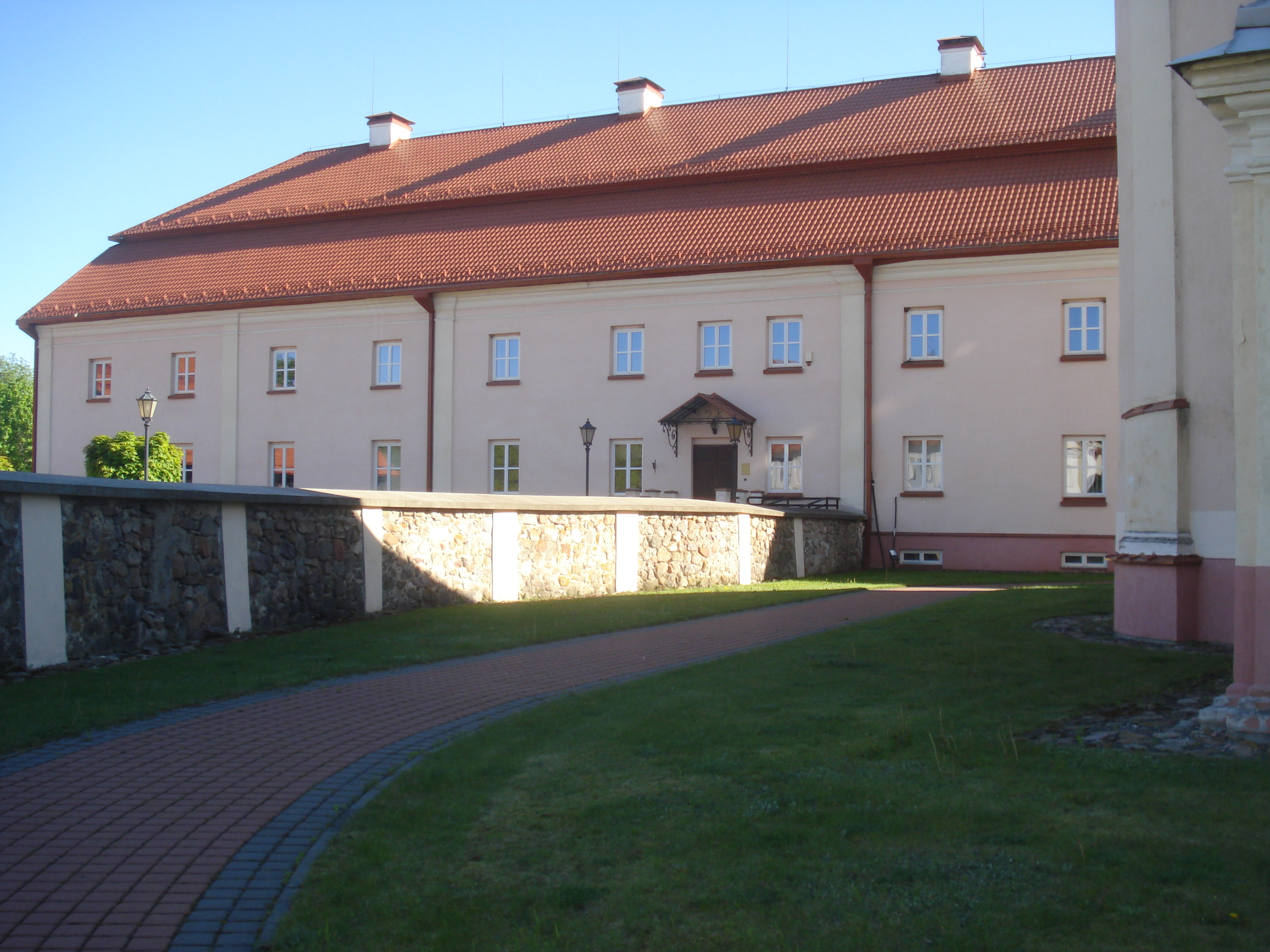
Здание монастыря

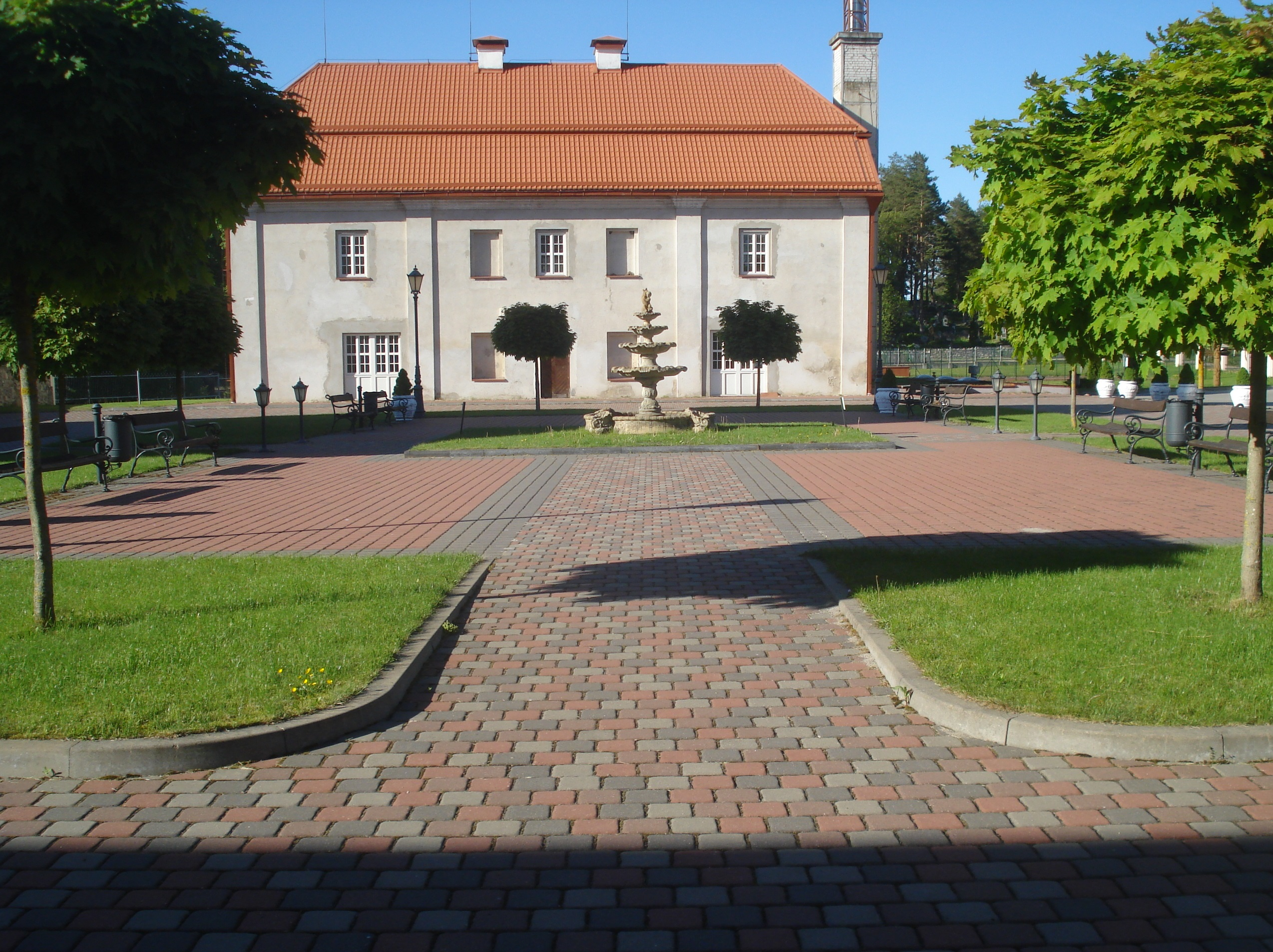
Здание бывшего амбара

После третьего раздела Речи Посполитой с 1795 года Лишкява оказалась на территории Пруссии. Прусские власти, стремясь пополнить казну, упраздняли монастыри и присваивали их имущество. В 1797 году конвент лишился своей собственности. В 1808 году костёл пострадал от пожара, вызванного молнией. По декрету герцога варшавского Фридриха Августа, изданному в 1812 году, и полученному в том же году позволения папы римского Пия VII сейнский епископ в 1813 году передал костёл приходу Лишкявы, однако приходские службы начались в костёле только в 1814 году.
В 1814 году умер последний насельник монастыря в Лишкяве доминиканец отец Лущинский и был похоронен в подвале костёла. На этом закончилась история конвента в Лишкяве.
В 1821 — 1823 годах храм ремонтировался. В 1836 году ремонтировалось здание монастыря. Настоятель Игнаций Бартлинский (1824—1898) поддерживал связи в повстанцами 1863 года, предоставлял в монастыре приют раненым повстанцам. В 1864 году он был сослан в Сибирь, по возвращении продолжил служение в Лишкяве в 1870 — 1874 годах. За причастность к восстанию в 1864 году ссылкой в Сибирь был наказан также викарий Винцентий Шульц.
Еще раз ремонт монастыря был проведён в 1939 году, когда было решено устроить здесь туристическую станцию. Однако только что отремонтированный монастырь стал лагерем для беженцев из Польши.
В 1941 году бывший монастырь был национализирован. После Второй мировой войны в 1947—1976 годах здесь была средняя школа.
В 1989—2013 годах настоятелем костёла был каноник Валюс Зубавичюс (переведённый затем в Каунас). В 1990 году здания монастыря были возвращены католической церкви. При канонике Зубавичюсе была проведена реставрация костёла и монастыря.
В 1999 года часть ансамбля была передана общественному учреждению «Культурный центр Лишкявы» („Liškiavos kultūros centras“), осуществляющему программы по развитию туризма, культуры, искусства.

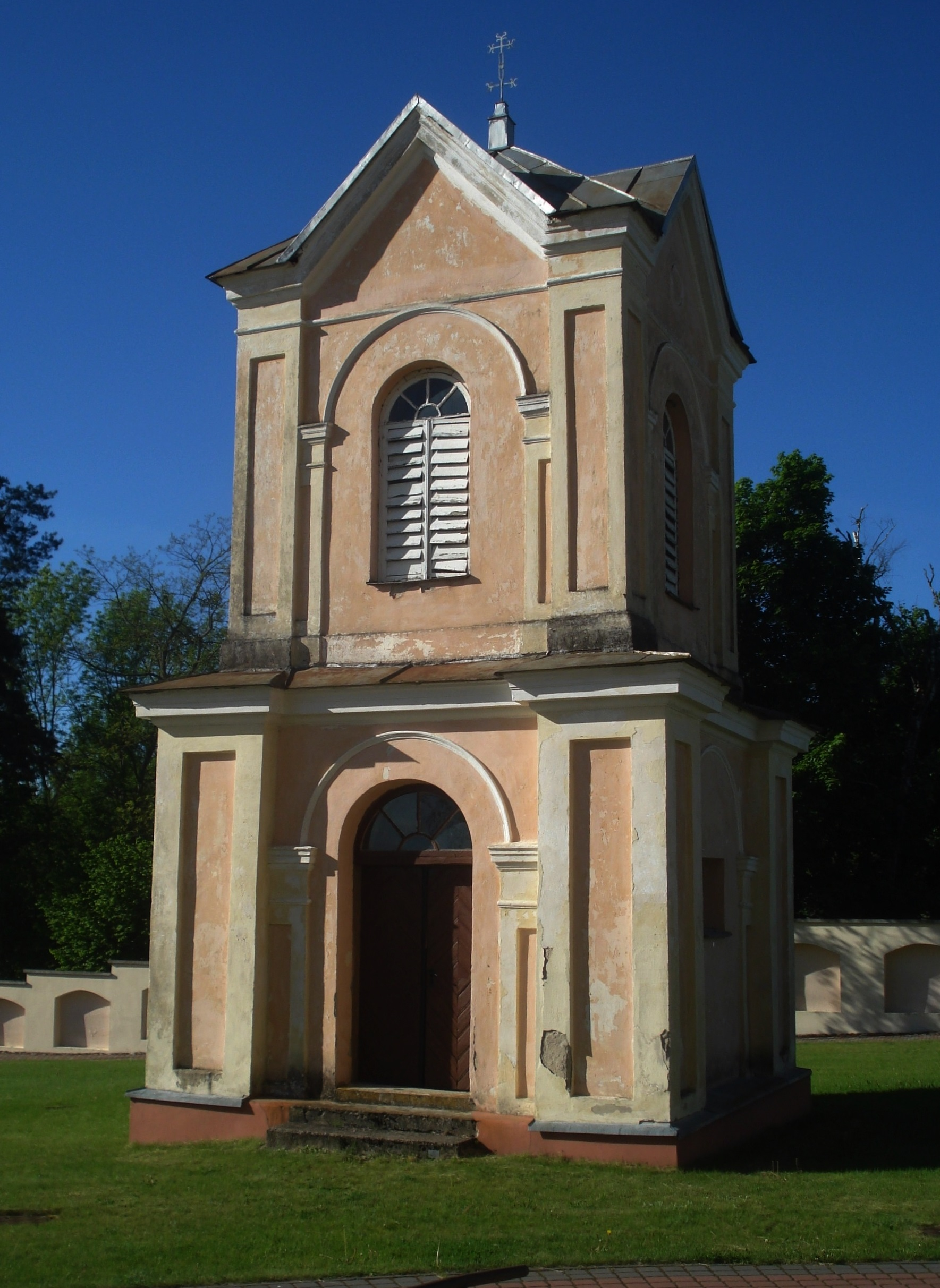
Колокольня

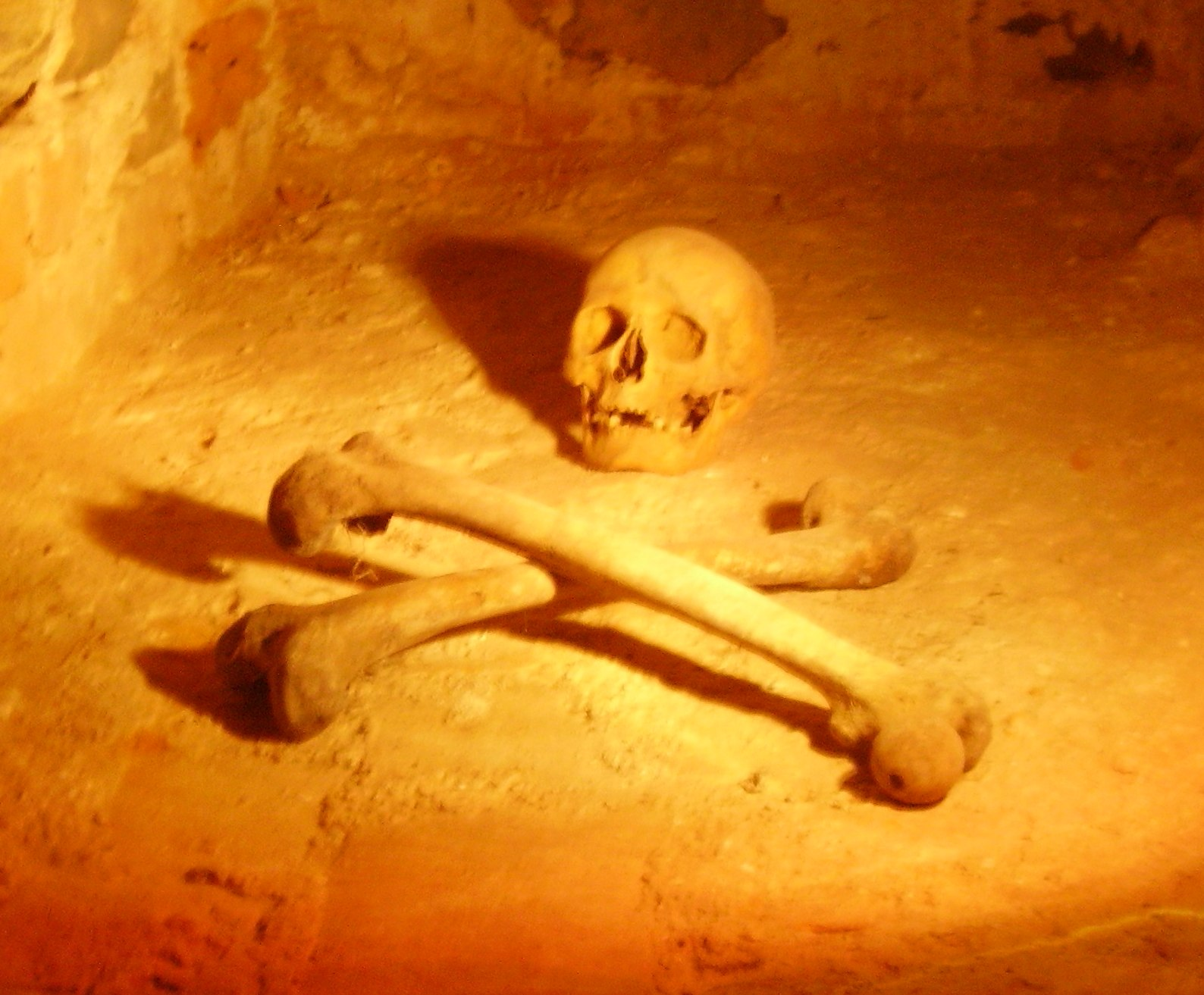
В подвале храма

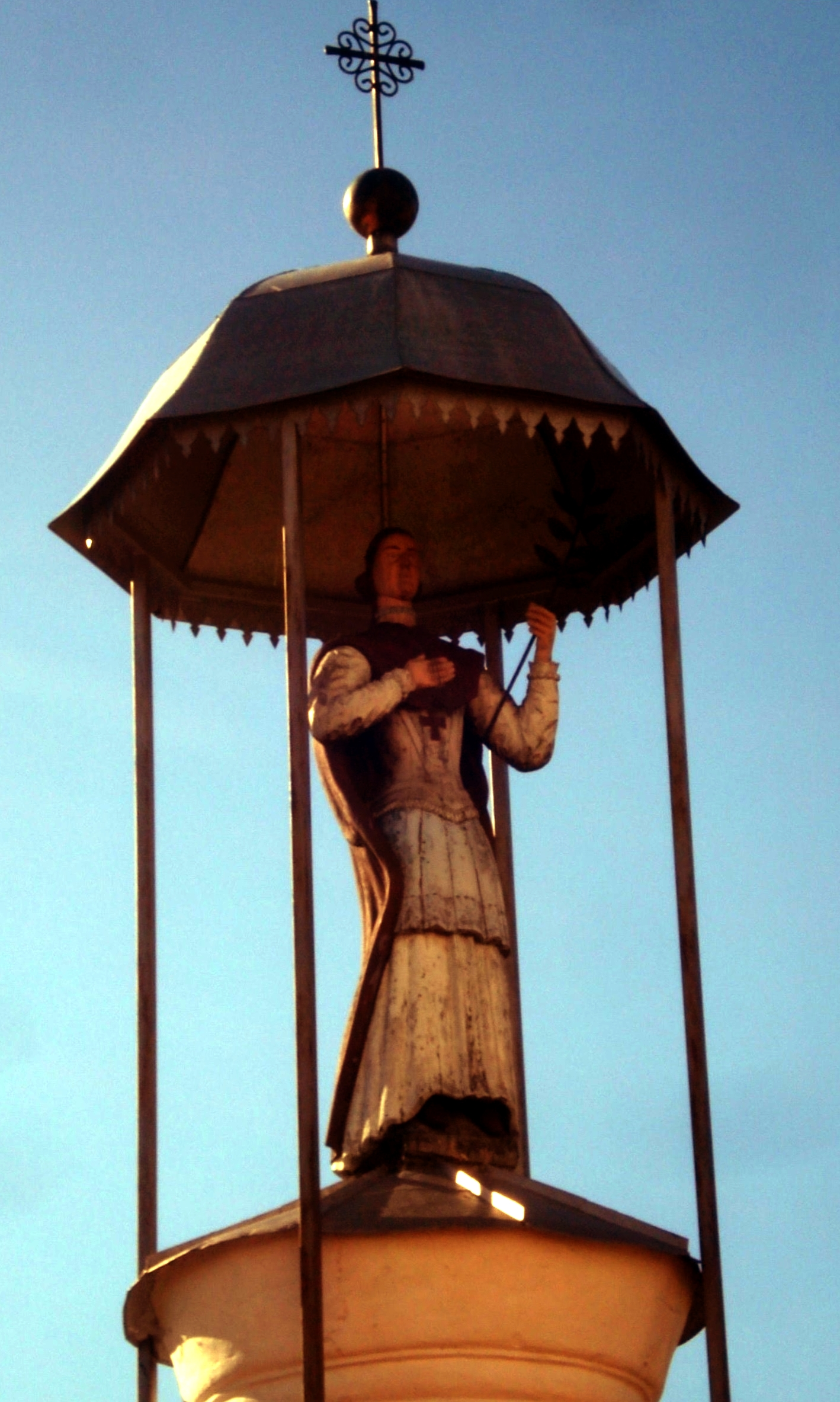
Статуя святой Агаты

## Архитектура
Храм в стиле позднего барокко северного (нидерландского) типа. Купольное здание в плане формы греческого креста, с двумя башнями. Костёл отличается от доминиканских храмов Литвы и всей Европы, так как обычно монахи этого ордена строили однонефные зальные храмы или базилики с тремя нефами. Храм венчает восьмиугольный барабан и купол. Главный фасад обрамляют две невысокие, квадратные в плане, башни в два яруса, между которыми расположен треугольный фронтон. Углы фасада подчеркивают спаренные пилястры.
Костёл строился как мавзолей рода Косилло и доминиканцев; сохранились подвалы, предназначенные для погребений.
Колокольню ансамбля костёла и монастыря относят к историзму. Она была построена в 1881—1884 годах. Проект и смету постройки составил инженер-архитектор Сейнского уезда Липский. Колокольня в плане квадратная, в два яруса на невысоком цоколе. Колокол висит на втором ярусе, на который ведёт деревянная лестница. Крыша колокольни четырёхскатная с четырьмя фронтонами.
Двухэтажное здание монастыря в плане в форме буквы «Т», с ризалитом с южной стороны и открытым крыльцом с северной стороны. С костёлом здание монастыря соединяется узким коридором.
Здание бывшего амбара двухэтажное, с чертами барокко. Оно прямоугольное в плане, с мансардной крышей и цоколем с северной стороны. Вход расположен с юга, по центру фасада. В правой части здания пол первого этажа приподнят, так как в подвале размещается котельная; её труба возвышается с правой стороны крыши.
В костёле устроено семь пышных алтарей. Сохранился орган, сооружённый варшавским мастером Шиманским в 1899 году в честь визитации епископа Анатанаса Баранаускаса. На органе играл Костантинас Чюрлёнис (1851—1914), отец известного художника и композитора М. К. Чюрлёниса.
Костёльный двор опоясан каменной оградой, за которой располагается деревянная колокольня (построенная в 1881 — 1884 годах местным мастером Игнацием Здановичем), постройки бывшего монастыря и деревянная статуя на колонне перед храмом, напротив входа. Статуя изображает святую Агату, которая, по преданию, хранит от молний и пожаров, так как в 1808 году молния ударила в купол и сгорела крыша.
В 1996 году стараниями каноника Валюса Зубавичюса старая скульптура святой Агаты XIX века была перенесена в костёл, а на её место была водружена копия, которую изготовил скульптор Алфонсас Ваура.